# Découverte (revue)
Pour les articles homonymes, voir Découverte.
Découverte est une revue de vulgarisation publiée par le Palais de la découverte à destination d'un large public.
Fondée en 1972 par Adolphe-Jean Rose sous le nom de « revue du palais de la Découverte », elle devient « Découverte » en 1999. Cette publication bimestrielle est le reflet des activités permanentes et temporaires du Palais.